# 許閣森

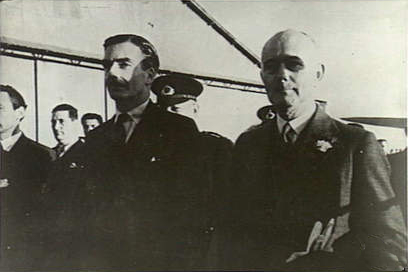
安東尼·艾登和許閣森(右)

許閣森爵士，KCMG（Sir Hughe Montgomery Knatchbull-Hugessen，1886年3月26日—1971年3月21日）英國外交官、作家。1930年至1934年任英國駐愛沙尼亞、拉脫維亞和立陶宛公使。1934年至1936年任英國駐波斯大使。1936年至1937任英國駐華大使。1937年8月26日，許閣森的座駕被日軍軍機襲擊，許閣森受重傷。當時日軍誤以為蔣介石在汽車內，事後揭發了黄濬間諜案。許閣森回國休養，1939年至1944年任英國駐土耳其大使，期间雇佣纳粹德国间谍艾利萨·巴兹纳担任贴身男仆导致重要文件泄露。1944年至1947年任英國駐比利時大使兼駐盧森堡公使。1947年退休。